# Franz Gaksch
Franz Gaksch (* 26. Juni 1904 in Mokrau, Österreich-Ungarn; † 30. Dezember 1976 in Donauwörth) war ein deutscher Politiker (CSU).

## Werdegang
Franz Gaksch studierte Philologie an der Deutschen Universität Prag. Er war Redakteur der Egerer Zeitung und wurde Mitglied in der Sudetendeutschen Partei (SdP). Am 30. Dezember 1938 beantragte er die Aufnahme in die NSDAP und wurde rückwirkend zum 1. November desselben Jahres aufgenommen (Mitgliedsnummer 6.751.175). Nach dem Zweiten Weltkrieg war er bis 1946 in der Tschechoslowakei aufgrund seiner Tätigkeit für die NSDAP inhaftiert und wurde danach vertrieben.
Gaksch schrieb ab 1946 für die Donauwörther Tagespost, wurde 1950 Redakteur der Vertriebenenzeitung „Der Volksbote“ in München und 1963 deren Chefredakteur.
Gaksch gehörte von 1954 bis 1970 als Abgeordneter dem Bayerischen Landtag an. Mit dem Bayerischen Verdienstorden war er am 17. Mai 1963 ausgezeichnet worden.